# Admiral von Schröder (Schiff, 1917)
Die Admiral von Schröder war ein Hilfsminensucher der Kaiserlichen Marine vom Blücher-Typ. Benannt war das Boot nach Admiral Ludwig von Schröder (1854–1933). Es wurde am 1. September 1917 während des Seegefechts vor Bjerregaard an der dänischen Westküste auf Strand gesetzt.

## Geschichte

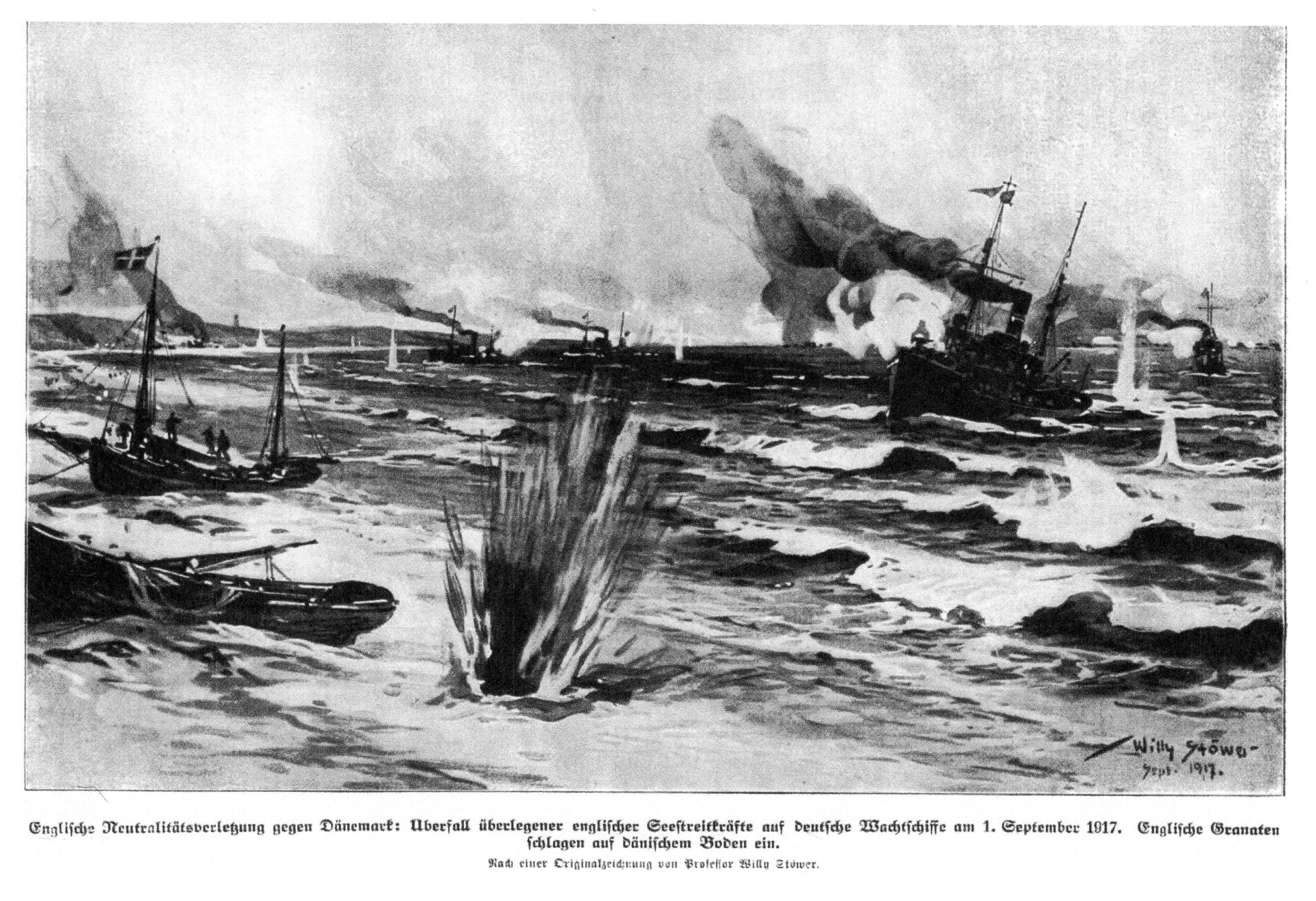
Willy Stöwer (Gemälde): Seegefecht vor Bjerregard am 1. September 1917.

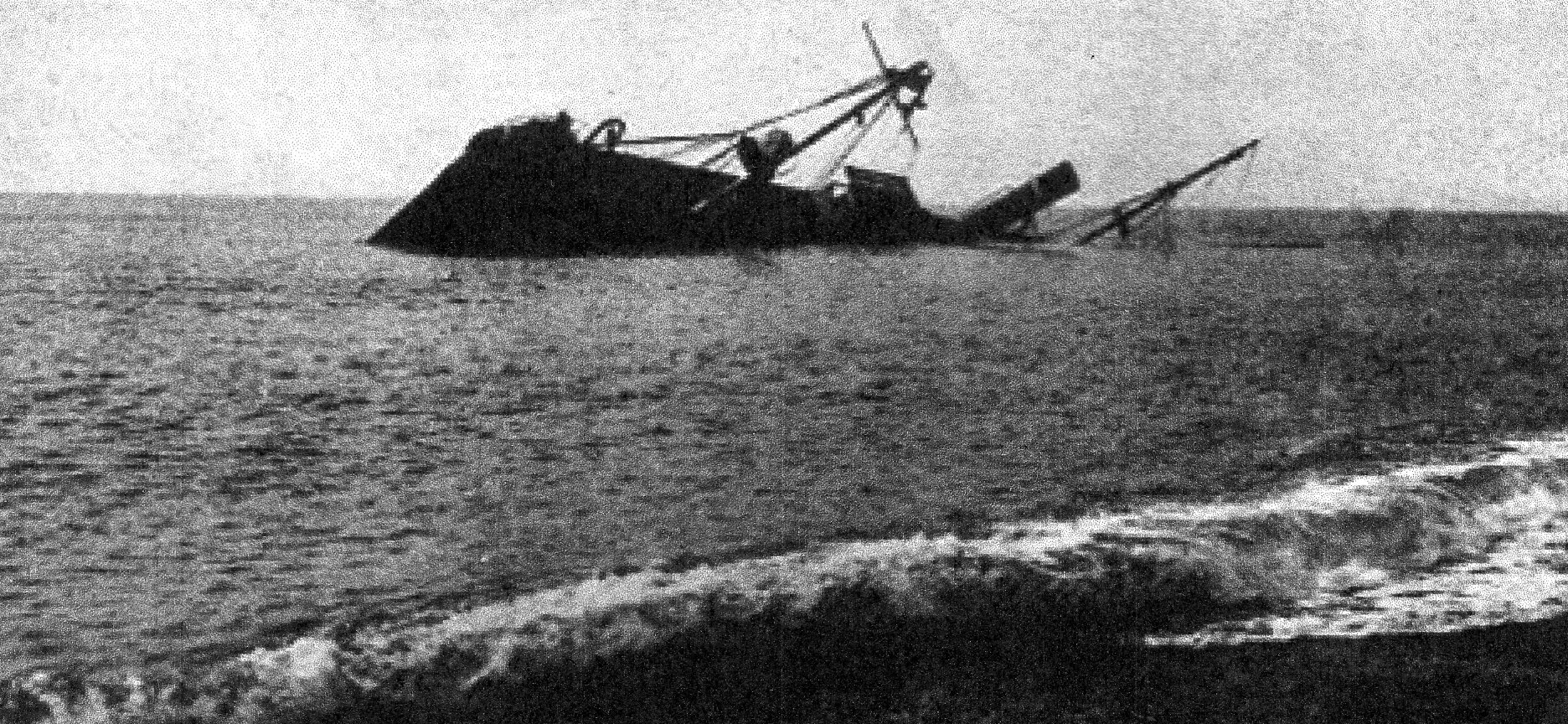
Hilfsminensuchboot Admiral von Schröder. Gestrandet am 1. September an der dänischen Westküste vor Bjeeregaard

Die Admiral von Schröder war ein Bauauftrag der Kaiserlichen Marine und wurde im Mai 1917 in Dienst gestellt. Am 1. September 1917 diente sie unter dem Steuermann der Landwehr Wichmann in der 3. Hilfsminensuch-Halbflottille und war mit drei weiteren Hilfsminensuchern an einem Schleusungsunternehmen für die U-Boote U 80 (Kapitänleutnant Gustav Amberger) und UC 55 (Oberleutnant zur See Horst Rühle von Lilienstern, 1890 – 29. September 1917) vor Hornsriff in der Höhe der dänischen Ortschaft Bjerregaard beteiligt.
Das Unternehmen wurde von britischen Seestreitkräften entdeckt, die das Feuer auf die Boote eröffneten. Daraufhin entschloss sich der Halbflottillen-Führer auf dem Führerboot  Crefeld (andere Schreibweise Krefeld),   Oberleutnant zur See der Reserve Thuns, aufgrund hoffnungsloser artilleristischer Unterlegung alle vier Boote auf Strand zu setzen und die Besatzungen zu evakuieren. Dabei kam der Oberheizer Klewe (Kleve) der Admiral von Schröder ums Leben; Einzelheiten sind nicht bekannt.
Die Admiral von Schröder strandete auf Position 55° 50 n, 08° 10 o. Die Besatzung wurde zuerst in dänischen Privathäusern in Strandnähe untergebracht und dann, begleitet von dänischem Militär, in die Internierung abtransportiert.
Das Wrack wurde vermutlich 1919 gehoben, repariert und in den Niederlanden als Azalea in Dienst gestellt, vermutlich als Fischdampfer. Später erfolgten Umbenennungen in Adriatic und Jan Maijenland.
Ab dem 5. Februar 1943 wurde der Dampfer als Heizboot beim Oberwerftstab Niederlande eingesetzt und ab 1944 als Versorger in Norwegen. Im November 1945 wurde sie vermutlich an die niederländischen Eigner retourniert und am 1. November 1950 zum Abbruch verkauft.

## Schwesterschiffe
Vorwärts, Henry P. Newman, Guido Möhring, Senator Sachse, Fischereidirektor Lübbert, Gneisenau, Emma Oetken, Seeadler, Maria Sindt, Peter Deuss, Emma Engel, Geo Plate, Roland, Greta, Scharnhorst, Anna, Seydlitz, Lützow, Präsident Rose, Wümme, Island (seit dem 24. Februar 1921 vor Island verschollen), Caroline Köhne, Bremerhaven, Hamme, Delme, Bussard, Donar, Bürgermeister Pauli, Senator Wessels, Hermann Löns, Fritz Reuter, Claus Groth, Graf Spee, Falkenhayn, Duisburg, Kontreadmiral Maas, Elberfeld, Barmen, Essen, Großadmiral von Köster, Admiral von Knorr, Admiral von Thomsen, Admiral Graf Baudissin (1934 chinesisch Lien Yung; weiterer Verbleib ungeklärt).
Die Spreeufer, Limburgia und Elberfeld liefen erst 1918–1920 vom Stapel und wurden nicht mehr an die Marine ausgeliefert.